# Broome International Airport
Broome International Airport är en flygplats i Australien. Den ligger i kommunen Broome och delstaten Western Australia, omkring 1 700 kilometer norr om delstatshuvudstaden Perth. Broome International Airport ligger 17 meter över havet.
Närmaste större samhälle är Broome, nära Broome International Airport. 
Runt Broome International Airport är det i huvudsak tätbebyggt. Trakten runt Broome International Airport är nära nog obefolkad, med mindre än två invånare per kvadratkilometer. Savannklimat råder i trakten. Genomsnittlig årsnederbörd är 1 026 millimeter. Den regnigaste månaden är januari, med i genomsnitt 303 mm nederbörd, och den torraste är augusti, med 2 mm nederbörd.